# Akashita

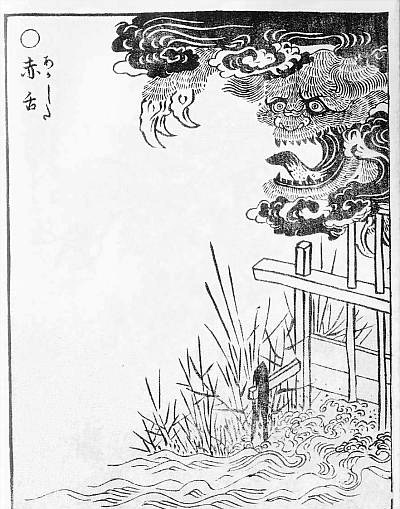
Illustration d'un akashita par Toriyama Sekien.

Akashita (赤舌, , trad. « langue rouge ») est un esprit du folklore japonais qui a pour habitude d'inonder les écluses de nuages noirs.

## Apparence
Akashita (bouche rouge) est un esprit mystérieux qui prend la forme d'un nuage sombre avec des griffes acérées et un visage bestial velu. Sa caractéristique et son homonyme les plus importants sont sa longue langue et sa bouche rouge vif. Il apparaît pendant les mois d'été, lorsque la pluie et l'eau sont les plus précieuses pour assurer une saison de croissance réussie. Seule la forme de son visage velu et monstrueux et de ses longues griffes bestiales est connue. Le reste de son corps est perpétuellement caché à l'intérieur des nuages noirs et sombres dans lesquels il vit.

## Comportement
Les Akashita sont des agents de malchance et de mal, et sont principalement connus comme punisseurs dans les conflits liés à l'eau. Parce que beaucoup d'eau est essentielle pour maintenir les rizières inondées, les terres agricoles du Japon sont entrelacées avec une série complexe d'aqueducs et de canaux interconnectés destinés à fournir de l'eau à tous les agriculteurs également. En période de sécheresse, cependant, un fermier méchant peut ouvrir les vannes et vider l’eau de son voisin dans son propre champ. Un crime aussi grave peut coûter sa vie à une famille, et ces criminels sont généralement confrontés à la colère violente de leurs voisins. Les voleurs d’eau qui ne se font jamais prendre peuvent penser qu’ils se sont enfuis de leur crime, mais c’est à ces agriculteurs que l’akashita arrive, vidant l’eau de leurs champs et les arrachant avec sa longue langue rouge.

## Sources
- (en) Liste des démons japonais sur le site Inuyasha: a feudal fairy tale